# Kitanglad
Mount Kitanglad ist ein schlafender Vulkan in der Kitangladbergkette in der Provinz Bukidnon. Er ist mit 2899 m Höhe über dem Meeresspiegel offiziell der vierthöchste Berg der Philippinen.
Der Mount Kitanglad liegt zwischen Malaybalay City und den Stadtgemeinden Lantapan, Impasug-ong, Sumilao und Libona.
Mount Kitanglad wurde am 24. Oktober 1996 zum geschützten Gebiet in der Kategorie eines Naturparks erklärt, Mount Kitanglad Range Natural Park. Am 9. November wurde vom philippinischen Kongress ein Gesetz mit dem Namen Mt. Kitanglad Range Protected Area Act of 2000 verabschiedet, durch das dieses Gebiet in vollem Umfang geschützt wurde.